# Netelia lucens
Netelia lucens là một loài tò vò trong họ Ichneumonidae.